# Avenida Passos

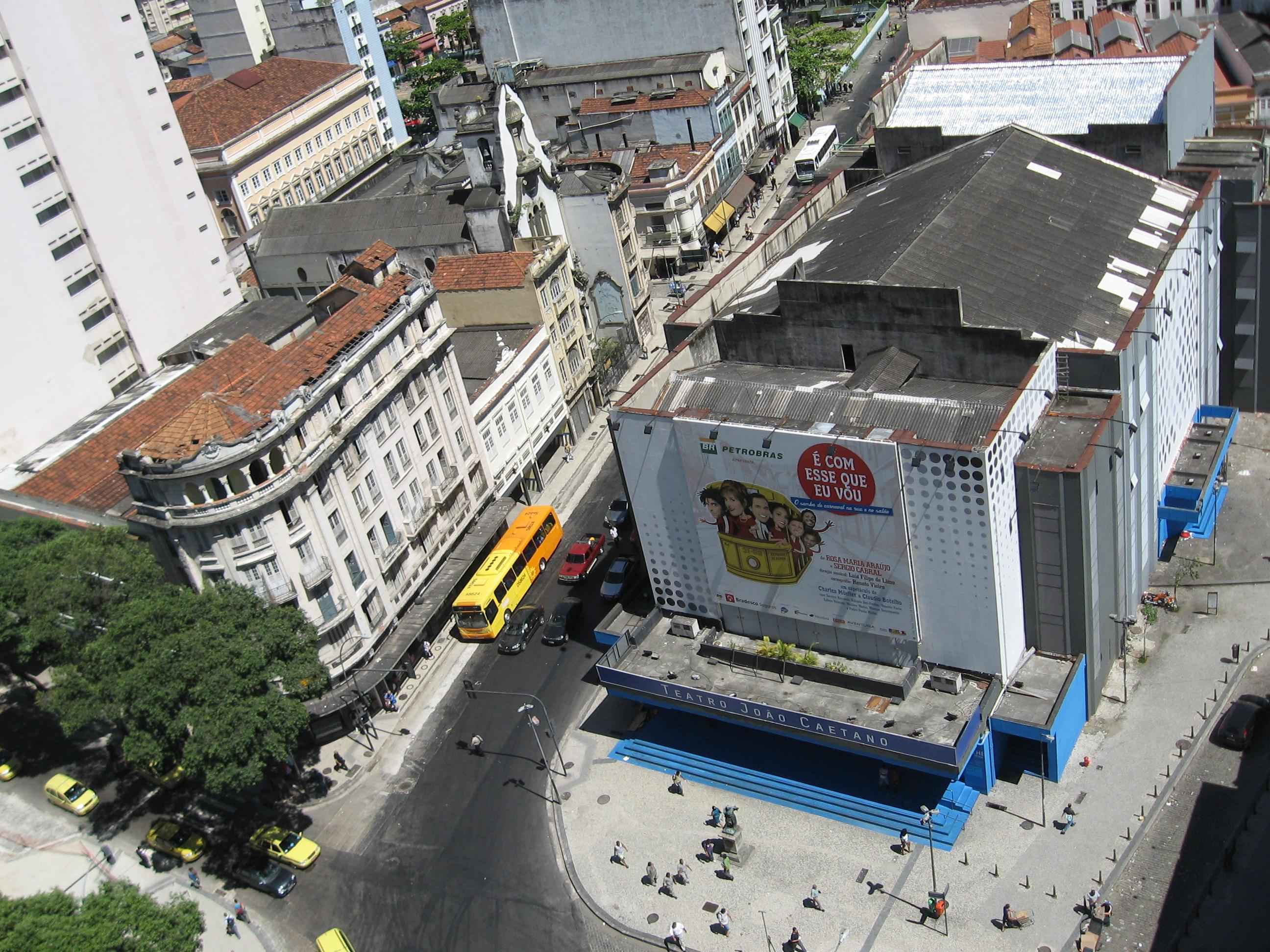
Avenida Passos, no trecho próximo à Praça Tiradentes.

A Avenida Passos é uma rua popular da cidade do Rio de Janeiro, que em 27 de junho de 1903, recebeu o nome do então prefeito da cidade Francisco Pereira Passos, designado intendente do Rio de Janeiro (à época Distrito Federal) pelo presidente Rodrigues Alves em 1902.
Antes, era denominada como "Rua do Sacramento".
Além de ser uma importante artéria do trânsito, a avenida é famosa por passar no meio da Saara, famosa região comercial do Centro carioca.
Atualmente, possui problemas crônicos de alagamento.